# Sądowa kontrola administracji
Sądowa kontrola administracji – kontrola administracji dokonywana przez sądy.
W polskim sądownictwie administracyjnym przedmiotem sądowej kontroli administracji jest jedynie strona formalna działań administracji; sąd nie ma możliwości działań merytorycznych w obrębie prawa administracyjnego.
Wyróżnia się trzy modele sądowej kontroli administracji. W pierwszym dokonują ją sądy powszechne, w drugim wyłącznie sądy administracyjne, w trzecim zarówno jedne, jak i drugie. W Polsce od 1980 roku obowiązuje model mieszany.

## Kontrola administracji przez sądy powszechne w Polsce

### Kontrola bezpośrednia
W tej kontroli sądy powszechne mogą na mocy szczególnego przepisu rozpoznawać środki zaskarżenia decyzji administracyjnej, a także wydawać nowe rozstrzygnięcie co do istoty. W Polsce bezpośrednia kontrola administracji ma miejsce w następujących sprawach:
- z zakresu ubezpieczeń społecznych – od decyzji Zakładu Ubezpieczeń Społecznych stronie przysługuje w terminie jednego miesiąca odwołanie do właściwego sądu ubezpieczeń społecznych,
- od decyzji Prezesa Urzędu Ochrony Konkurencji i Konsumentów przysługuje w terminie 14 dni odwołanie do Sądu Okręgowego w Warszawie,
- na wniosek osoby zainteresowanej, prokuratora lub kierownika urzędu cywilnego sąd cywilny może orzec o unieważnieniu, sprostowaniu i ustaleniu treści aktu stanu cywilnego,
- na decyzje o nieuwzględnieniu reklamacji od nieumieszczenia w spisie wyborców oraz nieuwzględniającej reklamacji o skreśleniu ze spisy wyborców (decyzje te wydaje wójt/burmistrz/prezydent).

### Kontrola pośrednia
W tej kontroli sąd powszechny nie rozpoznaje środków prawnych od decyzji administracyjnej, lecz na mocy wyraźnego przepisu orzeka o prawach i obowiązkach o charakterze cywilnoprawnym, w odniesieniu do których wcześniej została wydana decyzja administracyjna. Przewidują ją m.in. niektóre przepisy ustaw Prawo wodne oraz Prawo geodezyjne i kartograficzne.